# Mistrzostwa Ameryki w Piłce Ręcznej Mężczyzn 1985
Mistrzostwa Ameryki w Piłce Ręcznej Mężczyzn 1985 – czwarte mistrzostwa Ameryki w piłce ręcznej mężczyzn, oficjalny międzynarodowy turniej piłki ręcznej o randze mistrzostw kontynentu organizowany przez PATHF mający na celu wyłonienie najlepszej męskiej reprezentacji narodowej w Ameryce. Odbył się w dniach 28 października – 3 listopada 1985 roku w brazylijskim mieście Manaus. Tytułu zdobytego w 1983 roku broniła reprezentacja Kuby. Mistrzostwa były jednocześnie eliminacjami do MŚ 1986
Tytuł obronili Kubańczycy, zyskując jednocześnie awans do turnieju finałowego mistrzostw świata.

## Uczestnicy
- Kuba
- Stany Zjednoczone
- Brazylia
- Meksyk
- Argentyna
- Kanada

## Częściowe wyniki
| 28 października 1985 | Kuba | 28:16 | Meksyk | Manaus |
| 28 października 1985 |      | 28:16 |        | Manaus |

| 28 października 1985 | Stany Zjednoczone | 21:16 | Argentyna | Manaus |
| 28 października 1985 |                   | 21:16 |           | Manaus |

| 28 października 1985 | Brazylia | 22:14 | Kanada | Manaus |
| 28 października 1985 |          | 22:14 |        | Manaus |

| 29 października 1985 | Kuba | 38:15 | Argentyna | Manaus |
| 29 października 1985 |      | 38:15 |           | Manaus |

| 29 października 1985 | Stany Zjednoczone | 20:11 | Kanada | Manaus |
| 29 października 1985 |                   | 20:11 |        | Manaus |

| 29 października 1985 | Brazylia | 27:11 | Meksyk | Manaus |
| 29 października 1985 |          | 27:11 |        | Manaus |

| 30 października 1985 | Meksyk | 21:18 | Argentyna | Manaus |
| 30 października 1985 |        | 21:18 |           | Manaus |

| 30 października 1985 | Stany Zjednoczone | 24:16 | Brazylia | Manaus |
| 30 października 1985 |                   | 24:16 |          | Manaus |

| 1 listopada 1985 | Argentyna | 20:18 | Kanada | Manaus |
| 1 listopada 1985 |           | 20:18 |        | Manaus |

| 3 listopada 1985 | Brazylia | 24:17 | Argentyna | Manaus |
| 3 listopada 1985 |          | 24:17 |           | Manaus |

## Medaliści
| Miejsce | Reprezentacja     | Uwagi          |
| ------- | ----------------- | -------------- |
| złoto   | Kuba              | awans: MŚ 1986 |
| srebro  | Stany Zjednoczone | -              |
| brąz    | Brazylia          | -              |